# Polycelis eurantron
Polycelis eurantron is een platworm (Platyhelminthes). De worm is tweeslachtig. De soort leeft in of nabij het zoete water.
De platworm behoort tot de familie Planariidae. De wetenschappelijke naam van de soort werd, als Seidlia eurantron, voor het eerst geldig gepubliceerd in 1936 door Zabusova.